# Esqui alpino nos Jogos Olímpicos de Inverno de 1994
O esqui alpino nos Jogos Olímpicos de Inverno de 1994 consistiu de dez eventos, realizados entre 13 e 27 de fevereiro de 1994 em Lillehammer, na Noruega.
As provas de velocidade foram disputadas em Kvitfjell, enquanto que as provas tecnicas disputatam-se em Hafjell.

## Medalhistas
Masculino
| Evento                  | Ouro                             | Prata                           | Bronze                                     |
| ----------------------- | -------------------------------- | ------------------------------- | ------------------------------------------ |
| Downhill detalhes       | Tommy Moe USA Estados Unidos     | Kjetil André Aamodt NOR Noruega | Ed Podivinsky CAN Canadá                   |
| Slalom detalhes         | Thomas Stangassinger AUT Áustria | Alberto Tomba ITA Itália        | Jure Košir SLO Eslovênia                   |
| Slalom gigante detalhes | Markus Wasmeier GER Alemanha     | Urs Kälin SUI Suíça             | Christian Mayer AUT Áustria                |
| Super-G detalhes        | Markus Wasmeier GER Alemanha     | Tommy Moe USA Estados Unidos    | Kjetil André Aamodt NOR Noruega            |
| Combinado detalhes      | Lasse Kjus NOR Noruega           | Kjetil André Aamodt NOR Noruega | Harald Christian Strand Nilsen NOR Noruega |

Feminino
| Evento                  | Ouro                           | Prata                            | Bronze                      |
| ----------------------- | ------------------------------ | -------------------------------- | --------------------------- |
| Downhill detalhes       | Katja Seizinger GER Alemanha   | Picabo Street USA Estados Unidos | Isolde Kostner ITA Itália   |
| Slalom detalhes         | Vreni Schneider SUI Suíça      | Elfi Eder AUT Áustria            | Katja Koren SLO Eslovênia   |
| Slalom gigante detalhes | Deborah Compagnoni ITA Itália  | Martina Ertl GER Alemanha        | Vreni Schneider SUI Suíça   |
| Super-G detalhes        | Diann Roffe USA Estados Unidos | Svetlana Gladisheva RUS Rússia   | Isolde Kostner ITA Itália   |
| Combinado detalhes      | Pernilla Wiberg SWE Suécia     | Vreni Schneider SUI Suíça        | Alenka Dovžan SLO Eslovênia |

## Quadro de medalhas
| Ordem | País               | Medalha de ouro | Medalha de prata | Medalha de bronze |    |
| ----- | ------------------ | --------------- | ---------------- | ----------------- | -- |
| 1     | GER Alemanha       | 3               | 1                |                   | 4  |
| 2     | USA Estados Unidos | 2               | 2                |                   | 4  |
| 3     | NOR Noruega        | 1               | 2                | 2                 | 5  |
| 4     | SUI Suíça          | 1               | 2                | 1                 | 4  |
| 5     | ITA Itália         | 1               | 1                | 2                 | 4  |
| 6     | AUT Áustria        | 1               | 1                | 1                 | 3  |
| 7     | SWE Suécia         | 1               |                  |                   | 1  |
| 8     | RUS Rússia         |                 | 1                |                   | 1  |
| 9     | SLO Eslovênia      |                 |                  | 3                 | 3  |
| 10    | CAN Canadá         |                 |                  | 1                 | 1  |
| TOTAL | TOTAL              | 10              | 10               | 10                | 30 |